# Crowbar
Crowbar je americká sludge metalová skupina založená v New Orleans v Louisianě ve Spojených státech v roce 1990. Jejich hudba v sobě kříží pomalý doom metal s agresí tvrdého punku, propagovali styl známý jako sludge metal vedle spolu s kapelami New Orleans scény – jako Eyehategod, Soilent Green, Acid Bath a Down.

## Začátky (1988–1990)
Kapela sahá až do roku 1988, kdy se Kirk Windstein připojil k hardcore punkové kapele ShellShock v New Orleans. Setkal se zde s Jimmym Bowerem, který byl jejich bubeníkem, a rychle se stali přáteli. Skupina se rozpadla, když Mike Hatch, jejich kytarista, spáchal sebevraždu na konci roku 1988 (někteří fanoušci Pantery věří, že to byla inspirace pro píseň „Hollow“ z jejich 1992 alba Vulgar Display of Power). Kapela tedy nahradila Hatcha Kevinem Noonanem a pokračovala pod novým názvem Aftershock. Pod tímto jménem vydali v polovině roku 1989 demo a poté se znovu přejmenovali na Wrequiem, přičemž basista Mike Savoie opustil kapelu a nahradil ho Todd Strange. V roce 1990 se znovu přejmenovali na The Slugs a v polovině roku 1990 vydali demo, ale kapela se rozpadla.
Windstein uvažoval o tom, že se stane kytaristou kapely Exhorder která je rovněž z New Orleans, ale on a Strange reformovali svou kapelu s Craigem Nunenmacherem jako bubeníkem, kterého později nahradil Tommy Buckley ze Soilent Green a Kevin Noonan se vrátil zpět na kytaru. V polovině roku 1991 se skupina přejmenovala na Crowbar. Windstein uvedl Celtic Frost jako jeden z prvních vlivů skupiny na zvuk.

## Kariéra (od roku 1991)
Debutové studiové album Obedience Thru Suffering vyšlo v roce 1991, ale nedosáhlo významného úspěchu nebo airplay. Samozvané album (Crowbar) z roku 1993 už bylo lepší, osobní přítel kapely Phil Anselmo (Pantera, Down a Superjoint Ritual ) produkoval nahrávku, a to pomohlo k národní podpoře na MTV u Headbanger's Ball. Kromě toho byla přehrávány videoklipy pro „All I had (I Gave)“ a „Existence is Punishment“. Po tomto úspěchu skupina pokračovala v nahrávání klipů, vydávala se na hlavní turné s Panterou a nahrávala další alba.
Dost o Crowbar vypovídá v domácím videu Pantera Home 3. Kapela pokračovala v nahrávání a cestování. V roce 1994, videoklip Pantery píseň „Im Broken“ Anselmo nosil Crowbar / Eyehategod tričko. Původní bubeník Nunenmacher opustil kapelu v roce 1996 a byl nahrazen Bowerem z Down a Eyehategod a na nahrávce z roku 1996 Anselmo zpíval doprovodné vokály na pár skaldbách na Broken Glass.
V roce 2000, po nahrání desky, se původní bubeník Nunenmacher znovu připojil ke skupině pro „Penchant For Violence Tour“ s „The Brotherhood of Brewtality“ Black Label Society a Sixty Watt Shaman. V polovině turné nahradil Nunenmacher bubeníka BLS Phil Ondicha a po zbytek turné hrál v obou kapelách a nakonec se trvale připojil k BLS.
Kapela pokračuje v show, půjčuje si členy z neworleanských metalových kapel jako Goatwhore a Acid Bath. Na desce Lifesblood pro Downtrodden (2005), basista Pantery a Down Rex Brown hrál na baskytaru ale dokonce i na klávesy. Producent Down Warren Riker rovněž pomáhal.
Kapela je také známá tím, že coveruje materiál jiných kapel – například Iron Maiden či Led Zeppelin.
V prosinci 2009, Crowbar měli tour s Hatebreed, The Acacia Strain, The Casualties a dalšími v rámci Stillborn Festu.
Od září 2010 má Crowbar v současné době smlouvu s E1 Music v Severní Americe a s Century Media v Evropě a 8. února 2011 vydali své deváté studiové album Sever the Wicked Hand.
Basista Pat Bruders opustil Crowbar v září 2013. Bruders vysvětlil, že se chce zaměřit na turné s Down. Bruders byl nahrazen Jeffem Goldenem, který předtím hrál s Six Feet Under, Thy Will Be Done a Goatwhore.
Crowbar vstoupil do studia na konci roku 2013 a začal nahrávat „ Symmetry in Black “, který byl uveden v Severní Americe 27. května 2014 prostřednictvím E1 Music.
V květnu 2016 basista Jeff Golden na své facebookové stránce oznámil, že byl vyhozen z kapely. Později se připojil k metalové skupině Lord Dying z Portlandu. Krátce po Goldenově odchodu Windstein oznámil, že zakládající basista Todd Strange se vrácí. V červenci 2018 Strange se přestal účastnit turné, i tak ale zůstane členem Crowbar. Jeho závěrečné vystoupení bylo na 20. výročí show Odd Fellows Rest 20. srpna 2018 – Shane Wesley je jeho náhradníkem na živá vystoupení kapely.
V polovině roku 2017 podporoval Crowbar byli předkapelou Overkill na každoročním turné Metal Alliance Tour.
Na jaře roku 2018 se Crowbar byli předkapelou pro Hatebreed.
Crowbar byli předkapelou pro Killswitch Engage na krátkém podzimním turné v listopadu 2018.

## Členové

### Současní
- Kirk Windstein – Zpěv, rytmická kytara (1990–?)
- Tommy Buckley – Bicí (2004–?)
- Matt Brunson – Sólová kytara (2009–?)
- Todd Strange – baskytara (1990–2000, 2016–?)
- Shane Wesley – baskytara (2018–?, pouze na živá vystoupení)

### Bývalí
- Wayne „Doobie“ Fabra – Bicí (1991)
- Mitchel Leonard – Sólová kytara (1991)
- Craig Nunenmacher – Bicí (1991–1995, 2000, 2004–2005)
- Kevin Noonan – Sólová kytara (1990, 1991–1993)
- Matt Thomas – Sólová kytara (1993–1997)
- Jay Abbene – Sólová kytara (1996)
- Steve Gibb – Sólová kytara, doprovodný zpěv (2004–2009)
- Jimmy Bower – Bicí (1990, 1996–1998)
- Sammy Duet – Sólová kytara, doprovodný zpěv (1998–2002)
- Jeremy Young – bass (2000; died 2014)
- Sid Montz – Bicí (2000), additional studio percussion (1998–1999)
- Tony Costanza – Bicí (2001–2004)
- Jeff „Okie“ Okoneski – bass (2001–2004)
- Rex Brown – baskytara, akustická kytara, klávesy (2004–2005)
- Pat Bruders – baskytara (2005–2013)
- Jeff Golden – baskytara (2013–2016)

## Diskografie

### Studiová alba
- Obedience thru Suffering (1991)
- Crowbar (1993)
- Time Heals Nothing (1995)
- Broken Glass (1996)
- Odd Fellows Rest (1998)
- Equilibrium (2000)
- Sonic Excess in its Purest Form (2001)
- Lifesblood for the Downtrodden (2005)
- Sever the Wicked Hand (2011)
- Symmetry in Black (2014)
- The Serpent Only Lies (2016)

### Živá alba
- Live +1 EP (1994)

### Dema
- Aftershock (1989, Self-released)
- The Slugs (1990, Self-released)

### Videoklipy
- „Subversion“ (1991)
- „All I Had (I Gave)“ (1993)
- „Existence Is Punishment“ (1993)
- „The Only Factor“ (1995)
- „Broken Glass“ (1996)
- „I Feel the Burning Sun“ (2000)
- „Dead Sun“ (2005)
- „Lasting Dose“ (živé) (2005)
- „Planets Collide“ (živé) (2005)
- „Scattered Pieces Lay“ (živé) (2005)
- „Slave No More“ (2005)
- „The Cemetery Angels“ (2010)
- „Walk with Knowledge Wisely“ (2014)
- „Symmetry In White“ (2014)
- „Falling While Rising“ (2016)

### DVD
- Like Broken (full-length home video, VHS) (1997)
- Live: With Full Force (DVD) (2007)